# عيد الختان

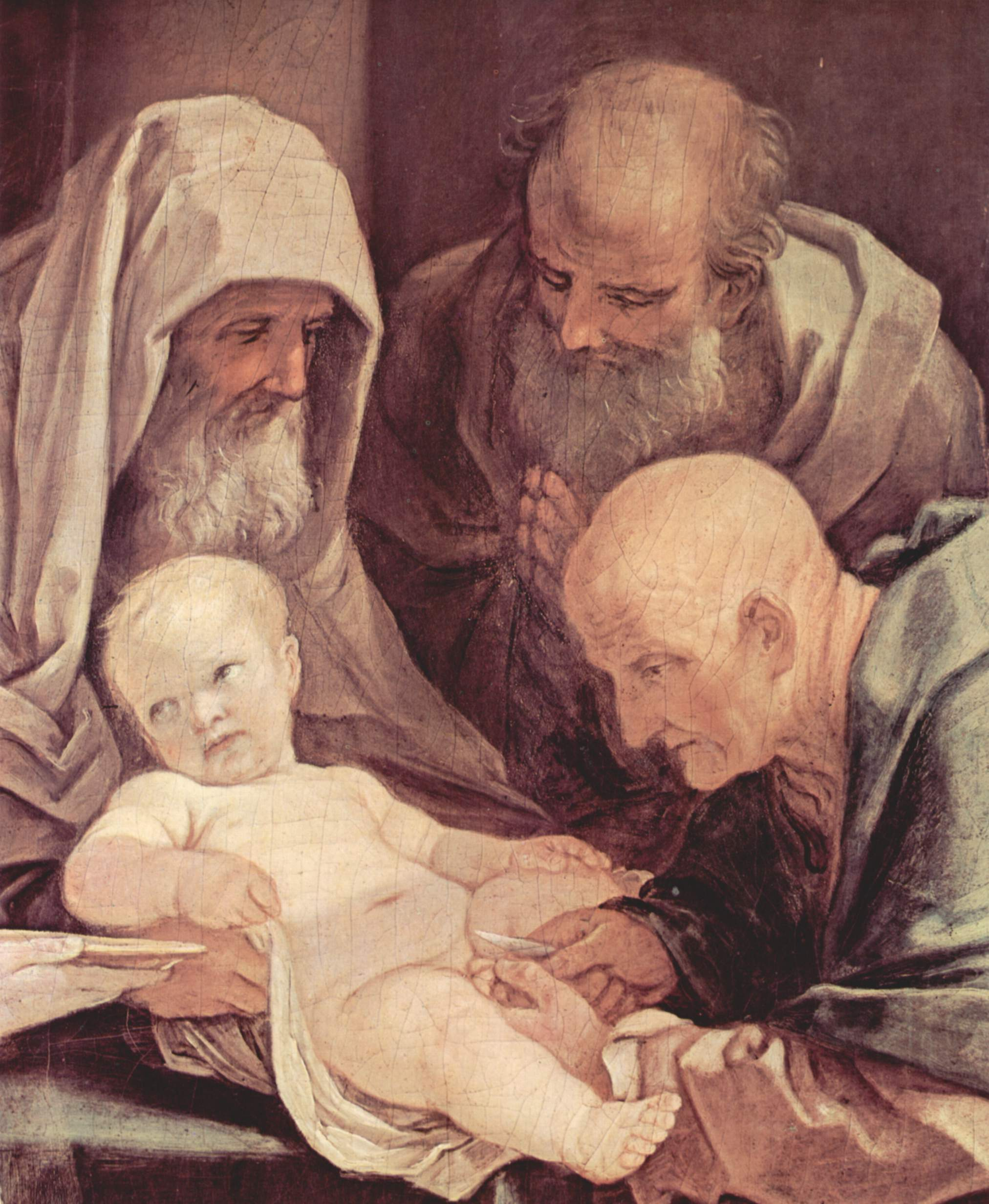
لوحة للفنان غيدو ريني.

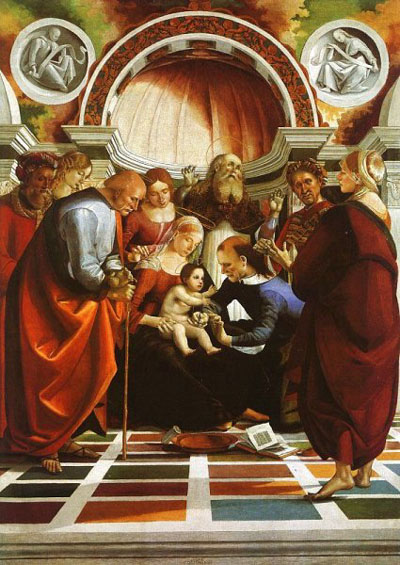
ختان المسيح بريشة لوكا سينورللي 1490.

عيد الختان هو عيد مسيحي يحتفل بختان يسوع بعد 8 أيام من ميلاده وفقا للتقاليد اليهودية (حسب الحسابات السامية وجنوب أوروبا لحساب الأيام) بعد ولادته، في هذه المناسبة يعطى الطفل رسميا إسمه.
لم يحدث الختان في المعبد، على الرغم من أن الرسامين أحيانا يرسمون ذلك، ولكن حدث الختان في المنزل.
ختان يسوع كان ينظر إليه تقليديا، كما هو واضح في أدبيات القرن الرابع عشر مثل الأسطورة الذهبية، بأنه المرة الأولى التي يسقط فيها دم المسيح حسب التقليد المسيحي، وبالتالي بداية عملية فداء الإنسان والخلاص، وتظاهر أن المسيح كان إنسانا كاملا، ومطيعا لقانون الكتاب المقدس.
يوم العيد يقع في 1 يناير في الأعياد المسيحية للكنيسة الأرثوذكسية الشرقية. في التقويم الروماني العام، عيد 1 يناير، الذي كان من عام 1568 إلى عام 1960 يسمى ب «ختان الرب وثمانية المهد»، والآن تم تغيير الأسم إلى عيد مريم، أم الرب، واليوم الثامن من ميلاد يسوع. وأما بعض الكنائس من الكنيسة الأنجليكانية وجميع الكنائس اللوثرية تقريبا. في هذه الطوائف المسيحية الغربية الأخيرة، عيد تسمية وختان يسوع المسيح يصادف اليوم الثامن (يوم أوكتاف) من زمن الميلاد.

## في الكتاب المقدس
عيد الختان هو عيد سيدي صغير يخص ختان السيد المسيح بالجسد في لحم الغرلة حسب وصية الله المقدسة التي
جاءت في (تك 17: 9 – 14) إذ يقول الله: "هذا هو عهدي الذي تحفظونة بيني وبينكم وبين نسلك من بعدك، يختن
منكم كل ذكر، فتختنون في لحم غرلتكم فيكون علامة عهد بيني وبينكم ابن ثمانية أيام يختن كل ذكر في أجيالكم..
فيكون عهدي في لحمكم عهداً أبدياً.. وأما الذكر الأغلف الذي لا يختن في لحم غرلته فتقطع تلك النفس من شعبها
إنه قد نكث عهدي".
من هذه الوصية التي أعطاها الله إبراهيم يتضح أهمية الختان كطقس يميز أولاد الله عن بقية الناس الذين
في العالم.. ويتضح أيضاً خطورة عدم الختان لأن الأغلف الذي لا يختن يقطع من الشعب أي يحرم من حق البنوة لله
التي ينالها المختتن.. لأنه نكث عهد الرب..
لقد ذكر في الوصية التي سبق الإشارة إليها في (تك 17) أن الختان طقس خاص بالذكور فقط دون الإناث.. لذلك
لا توجد في الوصايا ما يخص ختان المرأة.
ولقد أوصى الله بالختان حتي للعبيد المبتاعين بفضه: "ابن ثمانية أيام يختن كل ذكر في أجيالكم، وليد البيت
والمبتاع بفضه من كل ابن غريب ليس من نسلك" (تك 17: 12) وهكذا الله لا يفرق في العهد الذي يقيمه مع البشر بين
الغني والفقير فهو يحب الجميع ويريد أن يخلصهم من الخطية ومن الموت الأبدي ويمنحهم الحياة الأبدية..؟
لذلك كان من سمات التوبة في العهد القديم ثلاثة أمور: ختان كل ذكر لم يسبق له الختان وقراءة الشريعة
لأن كلام الله ينقي الفكر والنفس، وأيضاً حفظ السبت إشارة للراحة الأبدية.

## انظر ايضًا
- ختان يسوع.
- قلفة يسوع.
- الختان في المسيحية.